# Sosna czarna
Sosna czarna, sosna austriacka (Pinus nigra Arn.) – gatunek drzewa z rodziny sosnowatych (Pinaceae). Sosna czarna występuje na terenie południowej i południowo-zachodniej
Europy oraz Azji Mniejszej. Do Polski sosnę czarną sprowadzono w 1759 r. Pierwotny areał tego gatunku rozciąga się od Maroka i Hiszpanii, przez Pireneje, Alpy, południowe Karpaty aż do Półwyspu Krymskiego.

## Morfologia

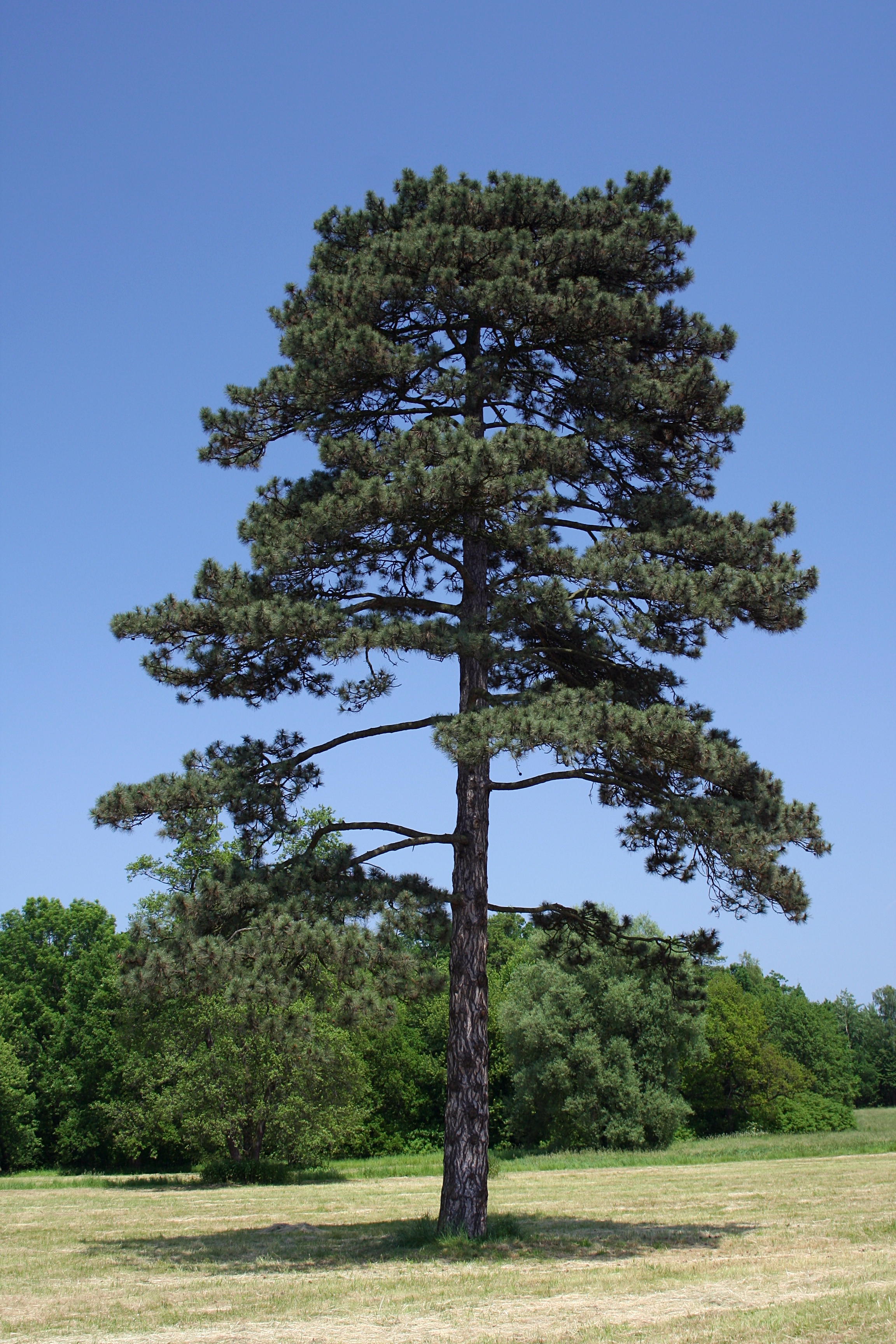
Sosna czarna

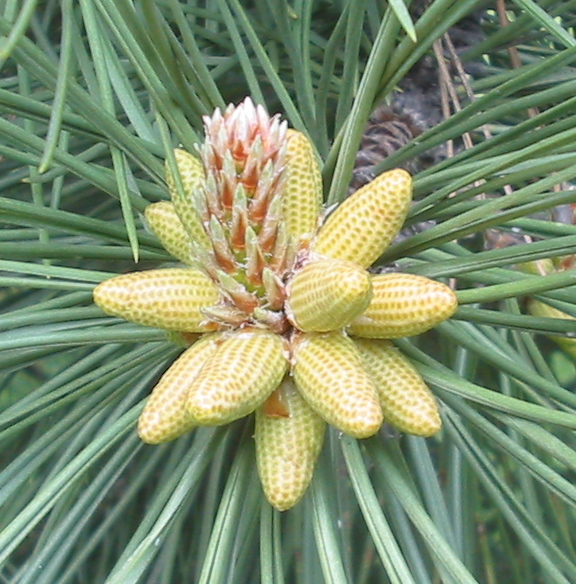
Dojrzewające szyszki męskie

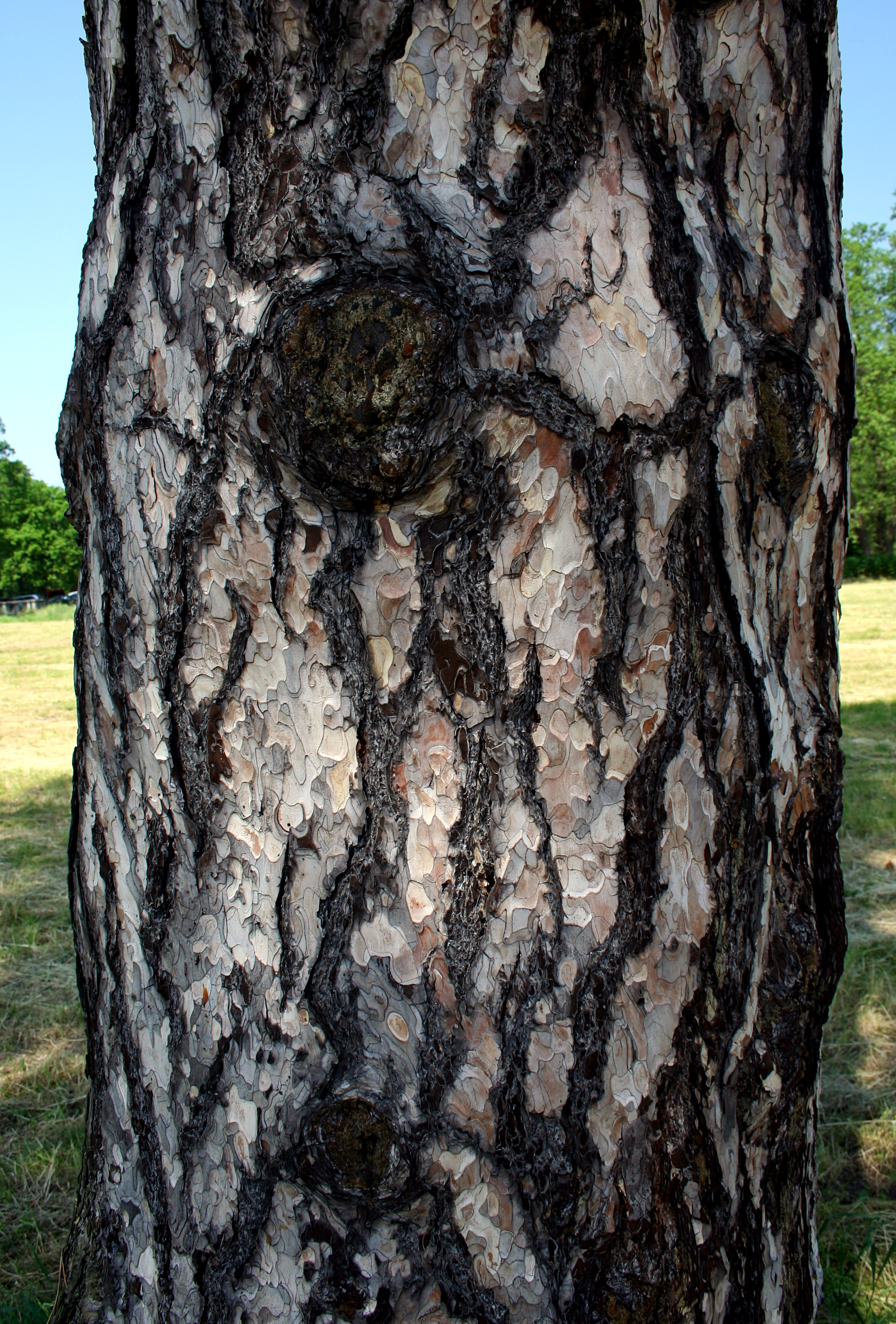
Kora

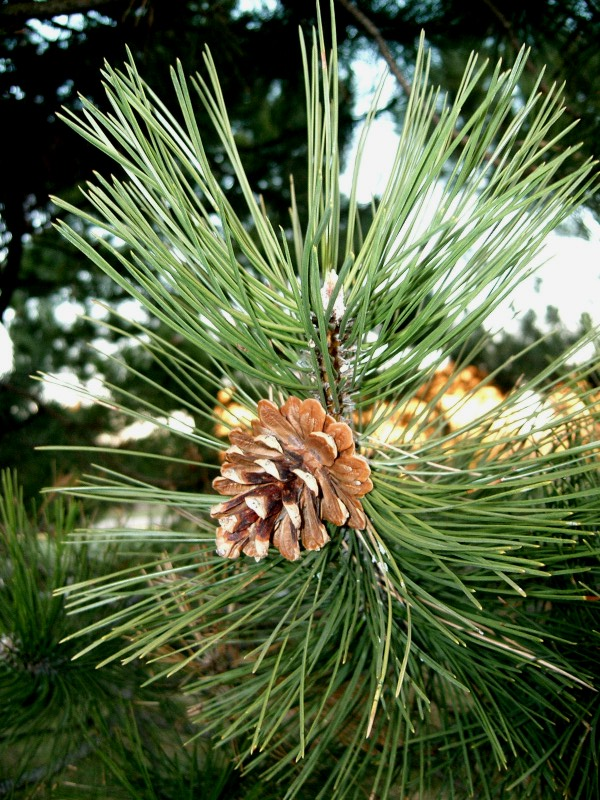
Szyszka nasienna

PokrójDrzewo iglaste o stożkowatej i smukłej koronie, która u starszych drzew staje się bardziej płaska i nieregularna.
PieńPień przebiega prosto, dorosłe drzewo osiąga wysokość do 50 m. Kora o barwie ciemnobrązowej w zagłębieniach po szarobrązową z wierzchu, bruzdowata, podzielona na płytki o prawie kwadratowym kształcie. Wzrost średnio-szybki, około 30–70 cm/rok.
LiścieIgły w pęczkach po 2, spłaszczone, sztywne, ciemnozielone i spiczaste, długości 4–18(19) cm, grubości 1–2 mm. Pozostają na drzewie od 3 do 4 lat.
SzyszkiMęskie szyszki są żółte, małe i podłużne, wyrastają kępkami u podnóża młodych pędów. Żeńskie początkowo kuliste, żółte do czerwonawych, rosną pojedynczo lub po dwie, trzy wokół gałęzi. Dojrzewające szyszki stają się symetryczne, jajowate, niedojrzałe są ciemnozielone, potem w kolorze ochry. Osiągają maksymalnie 8 cm długości. Łuski zaokrąglone, z krótkim, znikomym kolcem, wewnątrz szyszki prawie czarne.
KorzenieKorzeń palowy z głębokimi korzeniami bocznymi.
Gatunki podobneBywa mylona z sosną czerwoną. Można je jednak rozróżnić po igłach – sosny czerwonej są bardziej kruche, łatwo się łamią i nie są tak ostro zakończone.

## Biologia
Sosna czarna jest drzewem zimozielonym i długowiecznym. Szacuje się, że niektóre egzemplarze osiągają wiek ponad 500 lat. W lasach europejskich rotacja drzewostanu zachodzi nawet co 360 lat.
Drewno podobne do drewna sosny czerwonej i sosny zwyczajnej, ale bardziej miękkie i nie tak mocne, ze względu na szybki wzrost.
Gatunek jednopienny. Pylenie następuje od maja do czerwca, przy czym pojedyncza szyszeczka żeńska jest podatna na zapylenie tylko przez ok. trzy dni. Do zapłodnienia dochodzi po 13 miesiącach od zapylenia.
Szyszki dojrzewają od września do listopada, w 18 miesięcy po zapyleniu. Otwierają się od października do listopada i wiatr rozsiewa nasiona opatrzone skrzydełkiem. Drzewa owocują po 15–40 latach, co 2–5 lat obficie produkują nasiona. Największe owocowanie drzew przypada w wieku od 60 do 90 lat.

## Ekologia
W USA sosna czarna jest szeroko uprawiana w północnych stanach Nowej Anglii, naokoło Wielkich Jezior i na północnym zachodzie. W Nowej Anglii i w rejonie Wielkich Jezior gatunek ten naturalizował się.
Wraz z innymi drzewami iglastymi i liściastymi tworzy lasy mieszane na terenach górzystych, na wysokości pomiędzy 200 a 2000 m n.p.m. W Europie i Azji Mniejszej najczęściej towarzyszą jej sosna zwyczajna, kosodrzewina, sosna alepska, sosna pinia, sosna bośniacka, świerk serbski, świerk pospolity, jodła pospolita, jałowiec. Odmiany var. nigra i var. pallasiana występują na wysokości 200–1200 m n.p.m., var. caramanica na wysokości 800–2000 m n.p.m.
Znosi śnieżne zimy i niezbyt wilgotne lata. Preferuje skaliste podłoża wapienne, chociaż dostosowuje się do większości gleb. Ze względu na głębokie korzenie potrzebuje dosyć grubej warstwy ziemi. Nie toleruje zacienienia, woli stanowiska w pełni nasłonecznione. Toleruje zasolenie, zanieczyszczenia powietrza, upały.

## Systematyka i zmienność
Pozycja gatunku w obrębie rodzaju Pinus:
- podrodzaj Pinus
  - sekcja Pinus
    - podsekcja Pinus
      - gatunek P. nigra

Gatunek ten cechuje zmienność podobna do innych gatunków sosen, chociaż w przeszłości opisanych i nazwanych zostało wiele jego podgatunków i odmian. Niektóre z tak wyróżnianych taksonów miały nazwy niezgodne z nomenklaturą międzynarodową (International Code of Botanical Nomenclature) lub zasadność ich wyodrębnienia budziła wątpliwości. Wyróżnia się wśród nich trzy grupy: grupę zachodnią (od Austrii, Francji do Hiszpanii), grupę centralną (Korsyka, Włochy, Sycylia) i grupę wschodnią (od Bałkanów po Krym) lub dwie grupy: wschodnią i zachodnią.
Wyróżnia się dwa podgatunki:

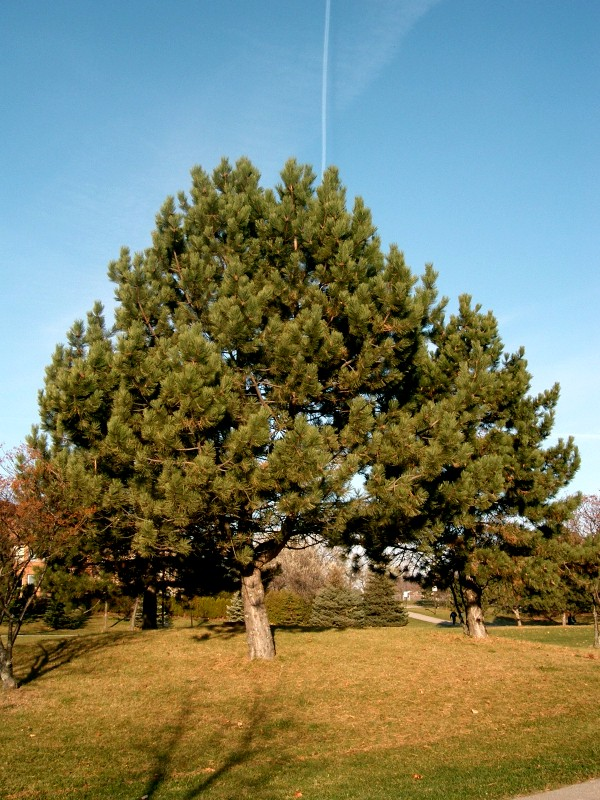
P. nigra subsp. nigra, Ontario

- P. nigra subsp. nigra Arn. – podgatunek wschodni, o grubszych igłach
  - P. nigra subsp. nigra var. nigra Arn. – sosna czarna austriacka występująca w środkowych i północnych Włoszech oraz w Grecji. Igły długości 6–14 cm, szyszki nasienne długości 4,5–9 cm, kora starszych drzew szara.
  - P. nigra subsp. nigra var. pallasiana (Lambert) Asch. & Graebn. – sosna czarna krymska. Igły długości 10–18 cm, szyszki nasienne długości 7–12 cm.
  - P. nigra subsp. nigra var. caramanica (Loudon) Rehder – sosna czarna turecka (Turcja, Cypr, południowa Grecja). Igły długości 8–16 cm, szyszki nasienne długości 5–10 cm.

- P. nigra subsp. salzmanii (Dunal) Franco – podgatunek zachodni, o cieńszych igłach
  - P. nigra subsp. salzmanii var. salzmanii – sosna czarna hiszpańska. Igły długości 8–17 cm, szyszki nasienne 4–7 cm.
  - P. nigra subsp. salzmanii var. corsicana (Loudon) Hylander – sosna czarna korsykańska. Igły długości 11–18 cm, szyszki nasienne 6–8 cm.
  - P. nigra subsp. salzmanii var. mauretanica Maire & Peyerimhoff – igły długości 6–12 cm, szyszki nasienne 4–7 cm.

Wschodni podgatunek subsp. nigra wykazuje większą odporność na niskie temperatury (poniżej -30 °C) niż zachodni podgatunek subsp. salzmannii (do ok. -25 °C).

## Zagrożenia
Roślina umieszczona w Czerwonej księdze gatunków zagrożonych w grupie gatunków niższego ryzyka (kategoria zagrożenia; LC).

## Zastosowanie

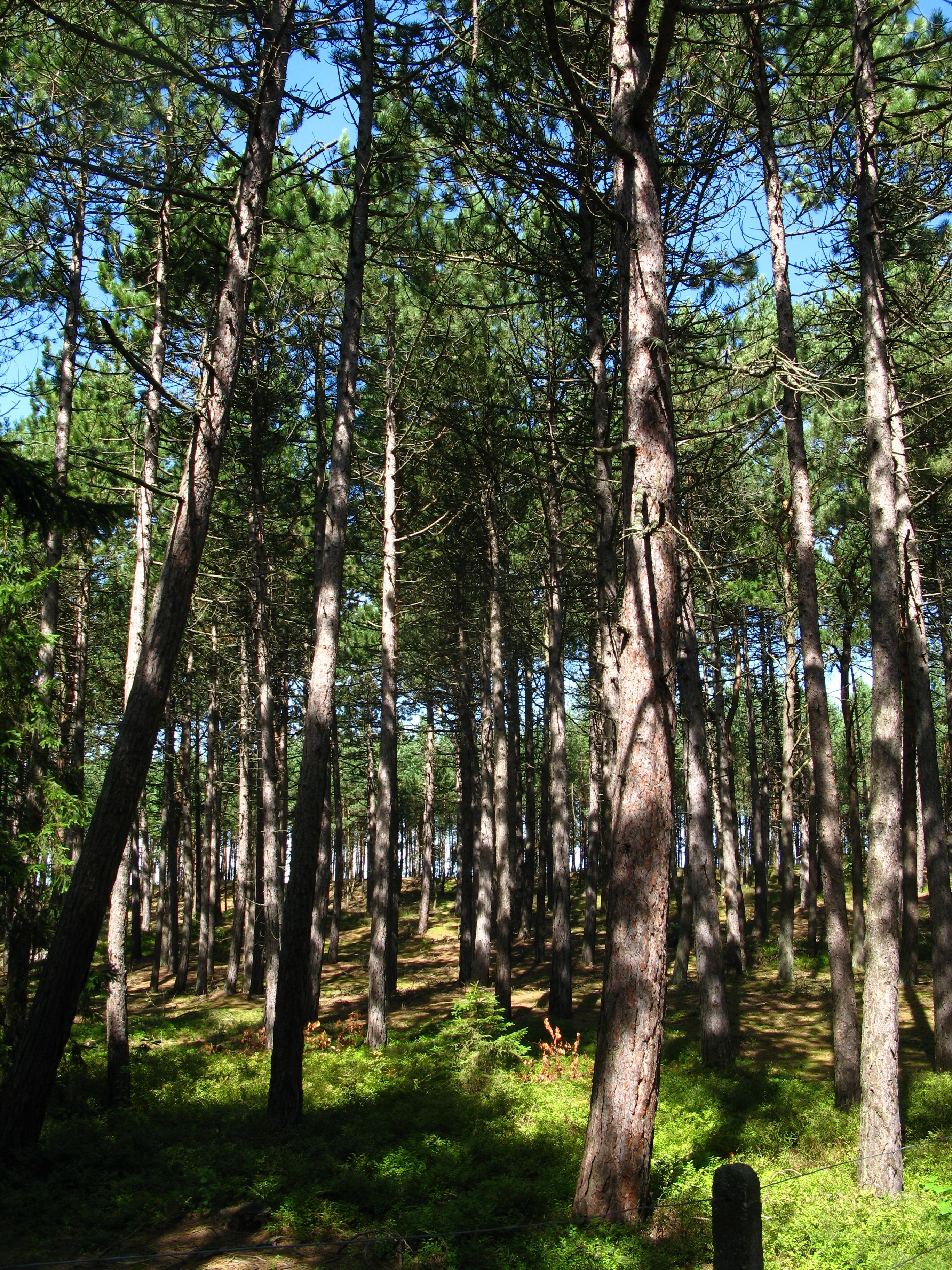
Sosny czarne na wydmach w Łebie

- Gospodarka leśna – sosna czarna wykorzystywana jest do zalesiania, w celu odtworzenia wcześniej istniejących lasów. W USA sadzona w pasach wiatrochronnych i na poboczach dróg. Jako drzewo przydrożne ceniona ze względu na odporność na zasolenie (wynikające z rozsypywania zimą soli na oblodzonych i zaśnieżonych drogach) i odporność na wiele przemysłowych zanieczyszczeń oraz dosyć dobrą tolerancję suszy.[potrzebny przypis] Z tych powodów często zalesia się nią obszary silnie zanieczyszczone przez przemysł. W Polsce poza parkami najłatwiej ją można spotkać na wybrzeżu, gdzie była stosowana do umacniania wydm.
- Pozyskuje się z niej żywicę.
- Drzewo ozdobne – chętnie sadzona w ogrodach i parkach na północy USA, na południowych obszarach Kanady, także w krajach Europy Zachodniej i Środkowej.
- Stosowana jest także do tworzenia bonsai[9]
- Przemysł drzewny – w Europie wykorzystywana jako źródło drewna, z przeznaczeniem na lekkie konstrukcje. W USA ma mniejsze znaczenie gospodarcze.

## Szkodniki i choroby
- Borecznik rudy (Neodiprion sertifer) – owad ten zasiedla przeważnie młode drzewka (także sosny zwyczajnej, wejmutki, kosodrzewiny, limby i innych) składając jaja przy brzegach igieł. Larwy wylęgają się na wiosnę i przez maj i czerwiec zjadają stare igły, pozostawiając młode pędy. Wpływa to hamująco na przyrost drzew.
- Korowódka pniówka (Thaumetopoea pityocampa) – larwy żerują na igłach.
- Szyszeń (Dioryctria zimmermani) – żeruje głównie na sośnie czarnej i zwyczajnej, wyrządza szkody w uprawach południowej Kanady i północno-wschodnich stanów USA.
- Zasychanie wierzchołków pędów sosny powodowane przez grzyb Sphaeropsis sapinea, który atakuje osłabione dorosłe drzewa. Patogen opanowuje młode pędy, które zmieniają barwę najpierw na zielonożółtą, potem słomkową i obumierają. Uschnięte igły nie opadają, pozostają przyklejone żywicą do pędu. Grzyb ten atakuje przeważnie sosnę czarną, ale czasem także sosnę czerwoną, górską czy zwyczajną.
- Węgorek sosnowiec (Bursaphelenchus xylophilus) – nicień przenoszony przez owady żerujące w drewnie, głównie przez żerdzianki (Monochamus ssp.). Powoduje więdnięcie, usychanie, a następnie obumieranie sosny czarnej w USA i Kanadzie. Zaobserwowany w Portugalii, w Polsce nie notowany.